# Wladimir Wladimirowitsch Gorbunow
Wladimir Wladimirowitsch Gorbunow (russisch Владимир Владимирович Горбунов; * 22. April 1982 in Moskau, Russische SFSR) ist ein russischer Eishockeyspieler, der zuletzt bei Awtomobilist Jekaterinburg in der Kontinentalen Hockey-Liga unter Vertrag stand.

## Karriere
Wladimir Gorbunow begann seine Karriere als Eishockeyspieler in seiner Heimatstadt in der Nachwuchsabteilung des HK ZSKA Moskau, für dessen Profimannschaft er in der Saison 1999/2000 sein Debüt in der Wysschaja Liga, der zweiten russischen Spielklasse, gab. Anschließend wurde er im NHL Entry Draft 2000 in der vierten Runde als insgesamt 105. Spieler von den New York Islanders ausgewählt, für die er allerdings nie spielte. Stattdessen blieb der Angreifer bei ZSKA Moskau und stieg mit seiner Mannschaft in der Saison 2001/02 in die Superliga auf. In der Superliga verbrachte er weitere zwei Jahre bei ZSKA, ehe er zur Saison 2004/05 innerhalb der Superliga zu Salawat Julajew Ufa wechselte. Seinen neuen Klub verließ er allerdings nach nur einem Spiel schon wieder und unterschrieb einen Vertrag beim Zweitligisten HK MWD Twer, mit dem ihm auf Anhieb die Zweitligameisterschaft und der Aufstieg in die Superliga gelangen.
Nach drei Jahren verließ Gorbunow den HK MWD Twer und schloss sich für die Saison 2007/08 seinem Heimatverein ZSKA Moskau an. Von 2008 bis 2010 trat er für seinen mittlerweile nach Balaschicha umgesiedelten Ex-Klub HK MWD in der neu gegründeten Kontinentalen Hockey-Liga an. Mit diesem unterlag er in der Saison 2009/10 Ak Bars Kasan erst im Finale der Playoffs um den Gagarin Cup. Nach der Spielzeit wurde der HK MWD mit dem HK Dynamo Moskau fusioniert und der Linksschütze erhielt einen Vertrag für die Saison 2010/11 bei deren Nachfolgeteam OHK Dynamo. Zur Saison 2011/12 wechselte er innerhalb der KHL zu Torpedo Nischni Nowgorod.
Die Saison 2013/14 verbrachte er beim HK Jugra Chanty-Mansijsk und Awtomobilist Jekaterinburg.

## Erfolge und Auszeichnungen
- 2002 Aufstieg in die Superliga mit dem HK ZSKA Moskau
- 2005 Wysschaja-Liga-Meister und Aufstieg in die Superliga mit dem HK MWD Twer
- 2010 Russischer Vizemeister mit dem HK MWD Balaschicha

## Statistik
(Stand: Ende der Saison 2010/11)